# Amélie de Norville
Amélie de Norville (ou Amélie Florimond de Norville) (1753-1790) est une fille illégitime de Louis XV.

## Naissance
Amélie de Norville est née le 11 janvier 1753 d'une relation entre Louis XV et Jeanne Perray. 
Elle est baptisée le lendemain de sa naissance à la paroisse de Saint-Eustache (Paris). Son acte de baptême la déclare née de Jeanne Perray et d'un dénommé Louis-Florimond de Norville, absent.

## Pensions octroyées par Louis XV et Louis XVI
Le 12 janvier 1772, devant un notaire nommé Arnoult, Amélie de Norville, qui vient d'avoir 19 ans, se voit octroyer une pension de 2 000 livres par le roi,,.
Lors de son mariage le 30 juin 1780 (sous Louis XVI, son neveu...), elle reçoit une autre pension de 3 000 livres du Trésor royal, puis une troisième de 30 000 livres. À la Restauration, Louis XVIII (un autre neveu) confirme l'octroi de cette pension à ses descendants le 4 décembre 1815.

## Mariage
Elle a épousé Jacques Pancrace Ange de Faure (1739—1824), dit « le comte de Faure », dont elle aura deux enfants. 
Elle est morte à Paris le 27 septembre 1790.  